# リマソール

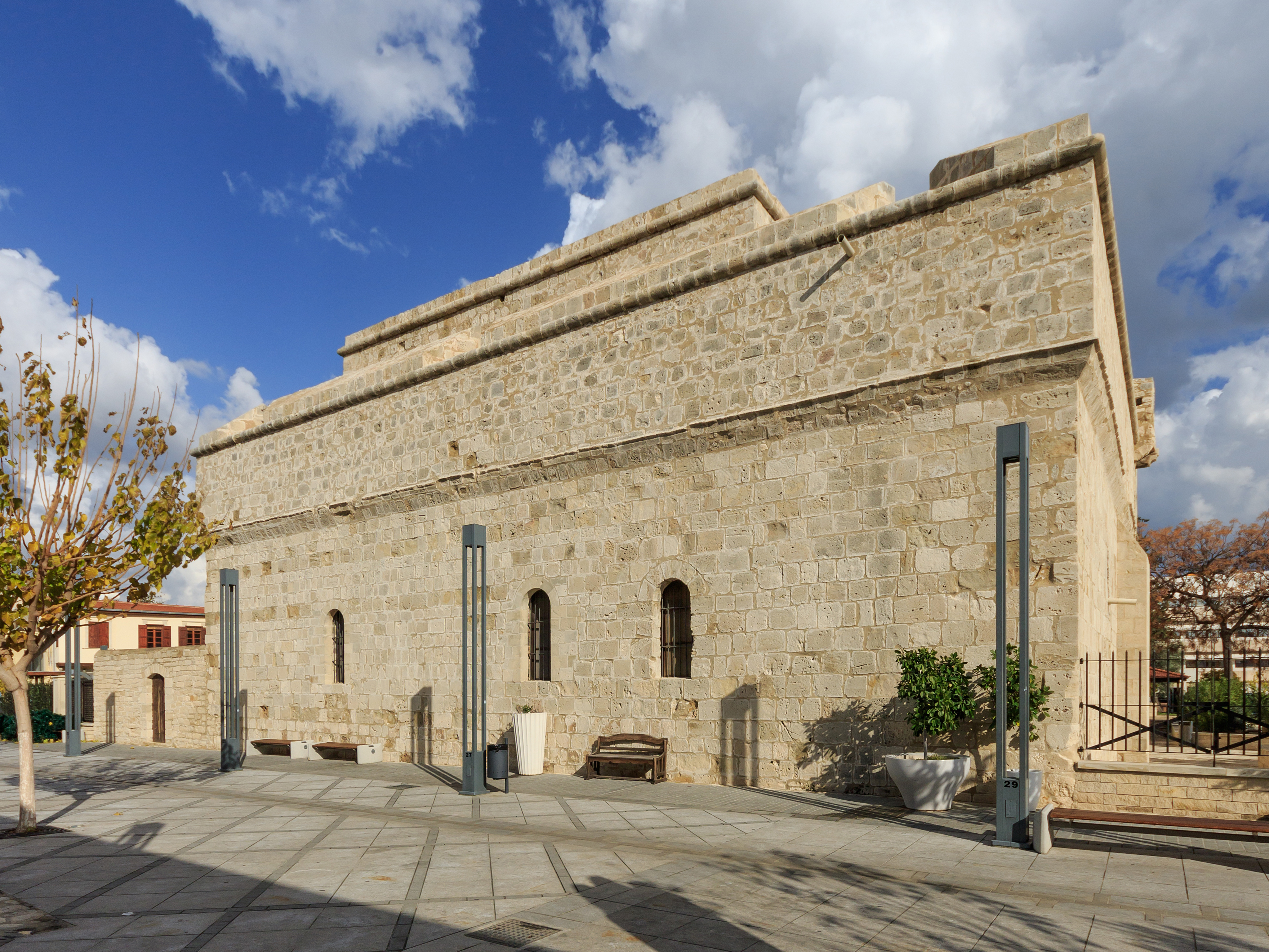
リマソール城

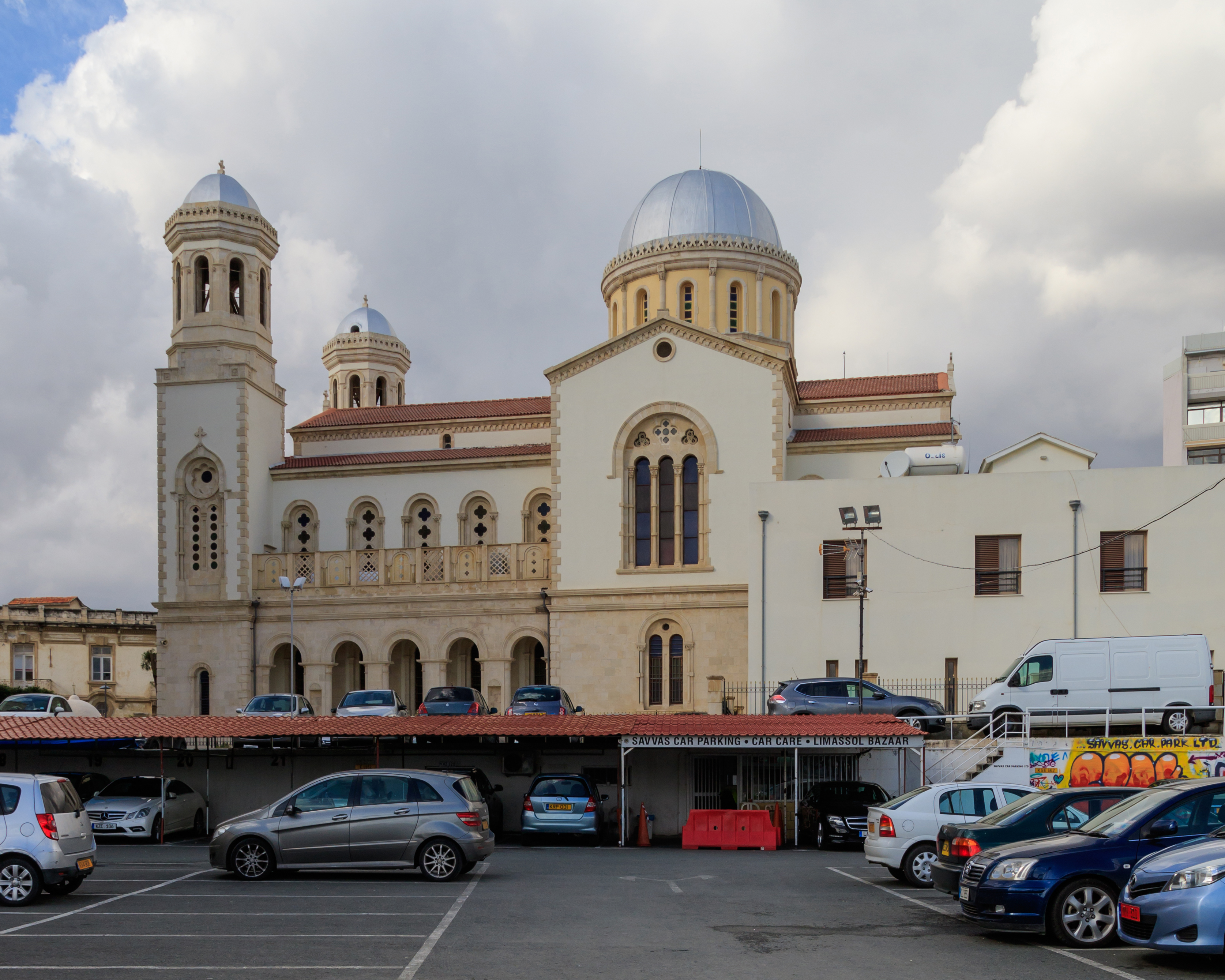
アギア・ナパ大聖堂

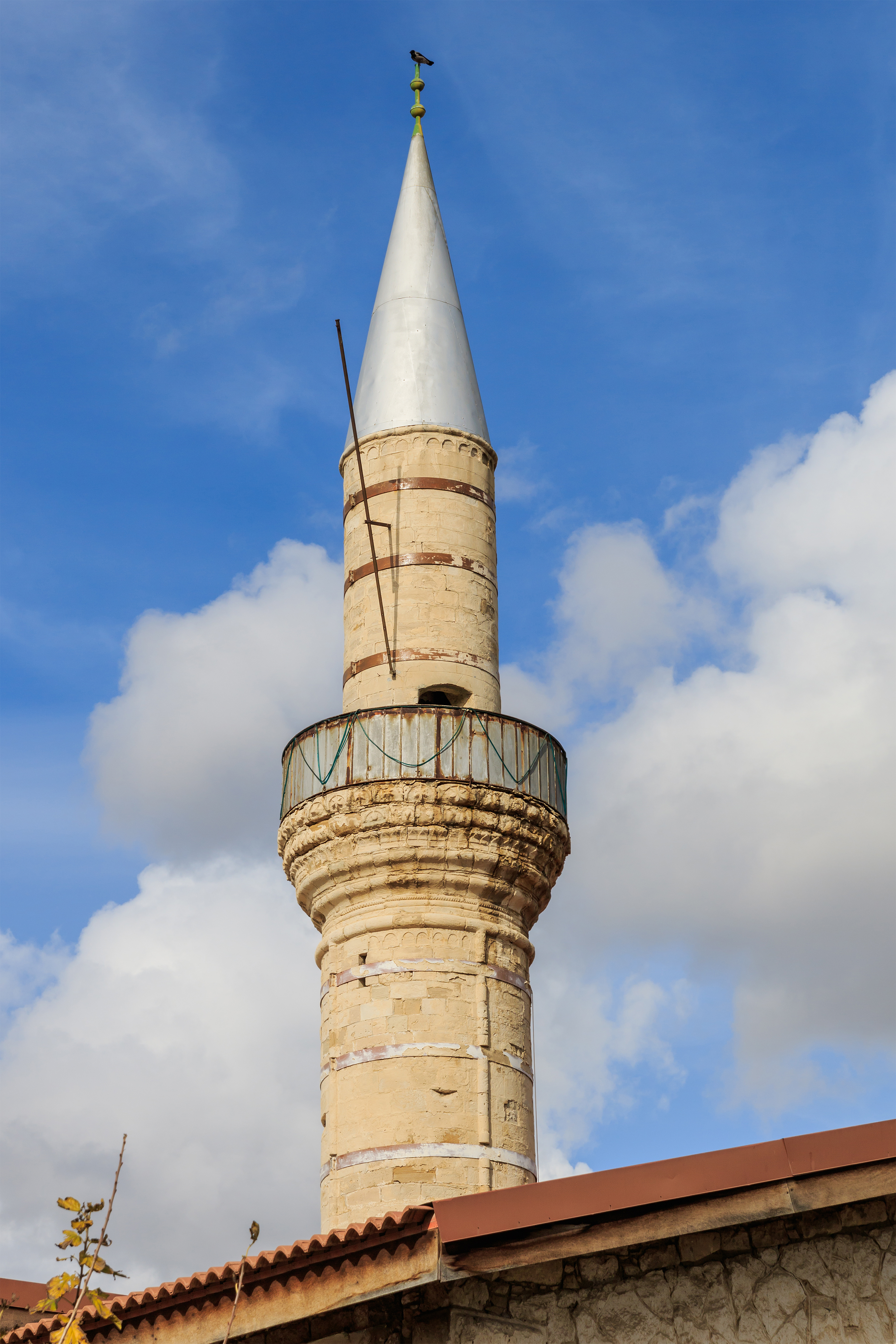
キビール大モスクの尖塔

リマソール（英語: Limassol、トルコ語: Limasol）あるいはレメソス（ギリシア語: Λεμεσός）は、キプロス南部の都市。ニコシアに次ぐキプロス第二の都市で、リマソール地区の中心地である。人口は10万8105人（リマソール基礎自治体）、周辺を含む都市圏では19万5139人。
アマトゥスとクリオンという、ふたつの古代ギリシアの都市のあいだに建設された。中世のリマソール城と古い港のあるあたりが、リマソールの歴史的な中心地であった。今日の市街は地中海岸沿いに、リマソール城や古い港を越えて広がっており、郊外はアマトゥスまで達している。西にはイギリスの海外領土のアクロティリおよびデケリアに属するアクロティリ空軍基地がある。

## 著名な出身者
- コンスタンティノス・フィリッポウ - 男子総合格闘家
- マルコス・バグダティス - 男子プロテニス選手
- カロリナ・ペレンドリトゥ - 女子競泳選手
- アナスタシオス・アンドレウ - 男子陸上競技選手。第1回近代オリンピック（1896年アテネオリンピック）代表。
- マイケル・カコヤニス - 映画監督
- ムスタファ・アクンジュ - 北キプロス大統領
- デスピナ・オリンピウ - 歌手
- フリスティーナ・メタクサー - 歌手

## 姉妹都市
- 南京、中華人民共和国
- プラハ、チェコ
- アレキサンドリア、エジプト
- マルセイユ、フランス
- ニーダーカッセル、ドイツ
- イオアニア、ギリシャ

- イラクリオン、クレタ島、ギリシャ
- パトラ、ギリシャ
- ロドス、ギリシャ
- テッサロニキ、ギリシャ
- ザキントス、ギリシャ
- ハイファ、イスラエル